# William Dunlop (Rennfahrer)

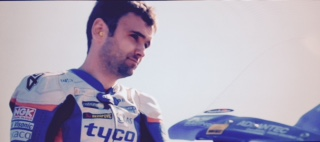
William Dunlop

William Dunlop (* 23. Juli 1985 in Nordirland; † 7. Juli 2018 in Skerries, Irland) war ein britischer Motorradrennfahrer, der fast ausschließlich bei Straßenrennen antrat.
Dunlop entstammte einer Rennfahrerfamilie. Sein Vater Robert (1960–2008), sein Onkel Joey (1952–2000) und sein Bruder Michael (* 1989) gehören zu den besten Piloten in der Geschichte des britischen Straßenrennsports.

## Karriere
William Dunlop begann seine Karriere in der 125-cm³-Klasse im Alter von 17 Jahren. Sein Debüt bei der Isle of Man TT, dem größten und prestigeträchtigsten Straßenrennen der Welt, gab er 2006 im Alter von 20 Jahren. Auf der Isle of Man konnte Dunlop vier dritte Ränge als beste Platzierungen feiern. Zweimal stand er dabei mit seinem Bruder Michael, der jeweils gewann, auf dem Podest.
Bei den weiteren wichtigen Straßenrennen North West 200 und Ulster Grand Prix gelangen William Dunlop vier bzw. fünf Siege.
Im Jahr 2014 brach sich Dunlop im Senior-TT-Rennen bei einem schweren Sturz am Graham Memorial zweifach das linke Bein.
Am 7. Juli 2018 erlag er den Verletzungen, die er am selben Tag bei einem Trainingsunfall zum Rennen Skerries 100 in Irland erlitten hatte.

## Statistik

### Platzierungen bei der Isle of Man TT
| 2006 | Supersport TT 26.             | Senior TT 35.                 |                          |                     |                    |                      |                  |               |
| 2007 | Supersport TT DNF             | Senior TT 34                  |                          |                     |                    |                      |                  |               |
| 2009 | Ultra Lightweight 125 TT 1 3. | Ultra Lightweight 125 TT 2 4. | Lightweight 250 TT 2 DNF | Superstock TT 11.   | Supersport TT 1 9. | Supersport TT 2 DNF  | Superbike TT 12. | Senior TT DNF |
| 2010 | Superbike TT DNF              | Supersport TT 1 6.            | Superstock TT 16.        | Supersport TT 2 7.  | Senior TT DNF      |                      |                  |               |
| 2011 | Superbike TT 7.               | Superstock TT 5.              | Supersport TT 2 DNF      | Senior TT 8.        |                    |                      |                  |               |
| 2012 | Superbike TT 6.               | Supersport TT 3.              | Superstock TT DNF        | Supersport TT 2 DNF | Lightweight TT 6.  | Senior TT annulliert |                  |               |
| 2013 | Superbike TT 9.               | Supersport TT 3.              |                          |                     |                    |                      |                  |               |
| 2014 | Superbike TT 6.               | Supersport TT 1 5.            | Superstock TT DNF        | Supersport TT 2 3.  | Senior TT DNF      |                      |                  |               |
| 2015 | Superbike TT 5.               | Supersport TT 1 DNF           |                          |                     |                    |                      |                  |               |
| 2016 | Superbike TT DNF              | Supersport TT 1 8.            | Superstock TT 8.         | Supersport TT 2 DNF | TT Zero 2.         | Senior TT DNF        |                  |               |
| 2017 | Superbike TT 9.               | Supersport TT 1 4.            | Superstock TT 8.         | Senior TT 10.       |                    |                      |                  |               |
| 2018 | Superbike TT DNF              |                               |                          |                     |                    |                      |                  |               |

### North-West-200-Siege
| Jahr | Klasse              | Maschine | Durchschnittsgeschwindigkeit |
| ---- | ------------------- | -------- | ---------------------------- |
| 2009 | 125 cm³             | Honda    | 101,34 mph (163,1 km/h)      |
| 2009 | 250 cm³             | Honda    | 109,19 mph (175,72 km/h)     |
| 2012 | Supersport Rennen 1 | Honda    | 115,23 mph (185,44 km/h)     |
| 2014 | Superbike Rennen 1  | Suzuki   | 111,61 mph (179,62 km/h)     |

## Verweise

### Filmografie
- 2014: Road TT – Sucht nach Geschwindigkeit (Road), (Dokumentarfilm)